# Vodena Draga
Vodena Draga is een plaats in de gemeente Bosiljevo in de Kroatische provincie Karlovac. De plaats telt 46 inwoners (2001).